# 1158

## Събития
- 11 януари Владислав II е коронован за крал на Чехия